# Daniel K. Konku
Daniel K. Konku (* 1955 oder 1956) ist ein ghanaisch-US-amerikanischer Finanzwissenschaftler und Hochschullehrer. Er arbeitet seit 2006 als Professor an der Northern Michigan University.

## Leben

### Ausbildung
Zunächst studierte Konku in seiner ghanaischen Heimat an der University of Science and Technology in Kumasi Chemieingenieurwesen und konnte 1982 mit einem Bachelor of Science abschließen. Nach seinem Umzug in die Vereinigten Staaten erwarb er 2001 an der Alcorn State University in Lorman (US-Bundesstaat Mississippi) einen Master of Business Administration. An der Florida Atlantic University in Boca Raton wurde er schließlich im August 2006 – betreut von Doktormutter Marilyn Wiley – mit der Dissertation Penny stock IPOs as investments zum Ph.D. promoviert.

### Berufliche Karriere
Während seiner Zeit als Doktorand lehrte Konku ab Frühjahr 2003 als wissenschaftlicher Assistent an der Florida Atlantic University Undergraduate-Kurse zu Finanzmanagementprinzipien und fortgeschrittener Finanzwirtschaft. Im August 2006 folgte er einem Ruf als Assistant Professor an die Northern Michigan University in Marquette. An deren College of Business arbeitet er seitdem und ist mittlerweile (Stand: Dezember 2023) Associate Professor. 
Die Themen seiner Lehrveranstaltungen umfassen Finanz- und Portfoliomanagement, Corporate Finance und Investmentanalyse und in seiner Forschung beschäftigt sich Konku unter anderem mit der technischen Analyse von Donchian-Kanälen, mit Wechselkursschwankungen sowie mit Börsengängen von Pennystocks.

## Publikationen (Auswahl)
- Vivek Bhargava; Daniel K. Konku; Davinder K. Malhotra: Does International Diversification Pay? In: Journal of Financial Counseling and Planning. Band 15, № 1, Januar 2004, Seiten 53–62.
- Vivek Bhargava; Daniel K. Konku: Impact of elimination of uptick rule on stock market volatility. In: Journal of Finance and Accountancy. Band 3, Juli 2010, Seiten 1–12.
- Daniel K. Konku; Vivek Bhargava: IPO underpricing and their determinants. Penny stocks versus non-penny stocks. In: Afro-Asian Journal of Finance and Accounting. Band 3, № 1, April 2012, Seiten 69–88.
- Daniel K. Konku; Vivek Bhargava; Davinder K. Malhotra: Long-Run Performance of Penny Stock IPOs. In: The Journal of Wealth Management. Band 15, № 1, April 2012, Seiten 104–121.
- Vivek Bhargava; Daniel K. Konku; Dheeraj Bhargava: Determinants of euro-dollar exchange rate. An empirical analysis. In: Afro-Asian Journal of Finance and Accounting Band 3, № 2, Juli 2012, Seiten 121–135.
- Daniel K. Konku; Charles Rayhorn; Haibo Yao: Market Efficiency, Thin Trading and Non-Linearity in Emerging Markets: Evidence from South Africa. In: Journal of Accounting and Finance. Band 18, № 5, September 2018, Seiten 39–54.
- Vivek Bhargava; Daniel K. Konku: Impact of exchange rate fluctuations on US stock market returns. In: Managerial Finance. Band 49, № 12, April 2023.